# Розка
Розка — река в Чернском районе Тульской области России, левый приток Черни. Длина реки составляет 55 км, площадь водосборного бассейна — 280 км². Высота устья — 158,6 м над уровнем моря.
Система водного объекта: Чернь → Зуша → Ока → Волга → Каспийское море.

## Варианты названия
На старых картах, в частности, на «Карте к историческому обозрению Тульской области» 1850 года видно, что название реки указано как «Роска». На более поздних картах название уже зафиксировано как «Розка».

## Данные водного реестра
По данным государственного водного реестра России относится к Окскому бассейновому округу, водохозяйственный участок реки — Ока от города Орёл до города Белёв, речной подбассейн реки — бассейны притоков Оки до впадения Мокши. Речной бассейн реки — Ока.
Код объекта в государственном водном реестре — 09010100212110000018407.